# لتی، پنجاب
لتی (به انگلیسی: Leti) یک روستا در پاکستان است که در ناحیه چکوال واقع شده‌است.